# 홍은정
홍은정(洪恩情, 1989년 3월 9일 ~ )은 조선민주주의인민공화국의 체조 선수로 2008년 하계 올림픽 여자 도마 금메달리스트이며 홍수정의 쌍둥이 동생이다.